# 苍山冷杉
苍山冷杉（学名：Abies delavayi）是冷杉属下的一个物种，主要分布在高山地区。它原产于中国西南云南省，缅甸，印度东北，印度Arunachal Pradesh省，越南西北山区。喜欢阳光，部分阴凉，潮湿的土壤，有直立的紫色果实。该物种由赖神甫在大理苍山的海拔3,500–4,000米处采集到。